# Chiesa di San Trifone in Posterula
La chiesa di San Trifone in Posterula è un luogo di culto cattolico scomparso di Roma, nel rione Campo Marzio, all'incrocio tra via dei Portoghesi e via della Scrofa. La chiesa conservava le reliquie di santa Monica madre di sant'Agostino.

## Storia
Essa è di origini molto antiche: risalirebbe all'VIII secolo, ma fu ricostruita da Crescenzio, prefetto di Roma, nel 1006. Il nome deriva dalle posterule, ossia i varchi abusivi che la popolazione apriva nelle mura cittadine per accedere al Tevere.
È ricordata nel Catalogo di Cencio Camerario (fine del XII secolo) al nº 99 con il nome di sancto Trifo.
Nel 1287 papa Onorio IV concesse la chiesa agli eremitani di Sant'Agostino, i quali aggiunsero al nome originario, quello di sant'Agostino, loro santo protettore. Il Catalogo di Torino attesta che, nel 1320 circa, la chiesa era cappella papale e ospitava 25 frati agostiniani. Nel 1424 vi furono trasferite da Ostia le reliquie di santa Monica, madre di Agostino. Con la costruzione della basilica di Sant'Agostino (1484), gli agostiniani vi si trasferirono e lasciarono la chiesa alla confraternita del Santissimo Sacramento, che da allora si chiamò anche di San Trifone.
Era una delle 43 chiese stazionali di Roma: la Messa stazionale vi era celebrata una volta all'anno, il sabato dopo le ceneri.
La chiesa, che fu anche sede di un titolo cardinalizio, fu demolita nel 1746, quando il Vanvitelli ingrandì il convento di sant'Agostino.